# Síran železitý
Síran železitý Fe2(SO4)3 je krystalická látka hnědé barvy. Z vodných roztoků nejčastěji krystalizuje jako nonahydrát (Fe2(SO4)3 ∙ 9H2O), opatrným zahříváním přechází na bezvodou sůl. Při teplotě 480 °C se rozkládá na oxid železitý a oxid sírový:
{\displaystyle {\mathsf {Fe_{2}(SO_{4})_{3}\ \to \ Fe_{2}O_{3}+3\,SO_{3}}}}
Snadno tvoří kamence, například fialový NH4Fe(SO4)2 ∙ 12H2O (kamenec železito-amonný). Roztok síranu železitého je mírně kyselý. Je to dáno tím, že se jedná o sůl silné kyseliny a slabé zásady.

## Příprava
Síran železitý se připravuje reakcí horkého roztoku síranu železnatého s kyselinou sírovou a oxidačním činidlem, například peroxidem vodíku:
{\displaystyle {\mathsf {2\,FeSO_{4}+H_{2}SO_{4}+H_{2}O_{2}\ \to \ Fe_{2}(SO_{4})_{3}+2\,H_{2}O}}}

## Vitriolový kámen
Síran železitý se v hornictví nazývá vitriolový kámen a používal se k výrobě kyseliny sírové pyrolýzou (žíháním).

## Použití
Síran železitý se používá při úpravě pitné a čištění odpadní vody, a to jako koagulant (srážedlo) v maximálních dávkách 4–10 mg Fe na dm3.